# 陸羽西線
陸羽西線（日语：／ Rikuusai sen */?）是一條連接山形縣新庄市的新庄站與同縣東田川郡內町的餘目站，屬於東日本旅客鐵道（JR東日本）的鐵路線（地方交通線）。
設有「奧之細道最上川線」（奥の細道最上川ライン）的愛稱。一如愛稱所示，路線大部分沿最上川行走。沿河流行走的路段可以從車窗看見最上川的溪谷。

## 路線資料
- 管轄（事業類別）：東日本旅客鐵道（第一種鐵道事業者）
- 路段、路線距離（營業距離）：新庄－餘目 43.0公里
- 站數：10個（包括起終點站）
  - 若只限屬於陸羽西線的車站，排除起終點站（新庄站屬於奧羽本線，餘目站屬於羽越本線[1]）則為8個。
- 軌距：1,067毫米
- 複線路段：沒有（全線單線）
- 電氣化路段：沒有（全線非電氣化（日语：非電化））
- 閉塞方式：特殊自動閉塞式（軌道回路檢知式）
- 最高速度：95公里/小時（Kiha 110系（日语：JR東日本キハ100系気動車）與Kiya E193系（日语：JR東日本キヤE193系気動車）氣動車列車。除此以外為85公里/小時）
- 運轉指令所（日语：運転指令所）：新庄CTC
- 擔當乘務區：新庄運轉區（日语：新庄運転区）、酒田運輸區（日语：酒田運輸区）（只限運轉士）、山形運輸區（日语：山形運輸区）（只限臨時列車的車掌）

餘目站構內由新潟支社管轄，除此以外的路段由仙台支社管轄。

## 歷史
1913年，新庄 - 古口之間以「酒田線（さかたせん）」之名通車。並以酒田站為起點慢慢延伸鐵道長度，並在隔年1914年全線通車。1917年，伴隨著陸羽東線的全線通車，新庄 - 酒田間改名為「陸羽西線」。
而後，往秋田方向，又以余目站為分歧，路線往村上方向延伸。1923年，新庄 - 羽後岩谷、余目 - 鼠關站以及酒田 - 最上川（現在的JR貨物酒田港站）間的貨物支線，統稱為陸羽西線。
1924年，羽越北線由秋田向南延伸到羽後岩谷，陸羽西線的羽後岩谷 - 鼠關以及貨物支線，納入羽越北線，並改稱為羽越線（隔年1925年改稱為羽越本線），陸羽西線縮短為新庄 - 余目之間。
- 年表中有*記號的為現在羽越本線的區間、車站

### 酒田線
- 1913年（大正2年）12月7日：新庄 - 古口間 (17.0 km) 以酒田線之名通車，分別設置「升形」、「古口」兩站。
- 1914年（大正3年）
  - 6月14日：古口 - 清川間 (14.1 km) 段通車，開設「清川站」。
  - 8月16日：清川 - 狩川間 (3.8 km) 段通車，開設「狩川站」。
  - 9月6日：升形 - 古口間開設「津谷站」。
  - 9月20日：狩川 - 余目間 (8.1 km) 段通車，開設「余目站」。
  - 12月24日：余目 - 酒田間 (12.2 km)* 段通車，新設砂越*、「酒田」*兩站。
- 1915年（大正4年）4月25日：酒田 - 最上川之間 (2.7 km)* 的貨物支線通車，新設（貨物站）最上川站（貨物站）*。

### 陸羽西線（與羽越線分離前）
- 1917年（大正6年）11月1日：新庄 - 酒田、酒田 - 最上川之間（貨物支線）*改稱陸羽西線。
- 1918年（大正7年）9月21日：余目 - 鶴岡（臨時車站）之間 (13.3 km)* 通車，新設藤島*、鶴岡*兩站。
- 1919年（大正8年）
  - 7月6日：鶴岡（臨時車站） - 鶴岡之間 (1.8 km)* 通車。
  - 12月5日：酒田 - 遊佐之間 (12.2 km)* 通車，分別新設本楯*、遊佐*，鶴岡 - 羽前大山 (6.0 km)* 通車、新設羽前大山站*。
- 1920年（大正9年）
  - 1月12日：設置高屋信號所。
  - 7月20日：遊佐 - 吹浦之間 (7.0 km)* 通車，新設吹浦車站*。
- 1921年（大正10年）11月15日：吹浦 - 象潟之間 (17.3 km)* 通車、新設小砂川*、象潟*兩站。
- 1922年（大正11年）
  - 4月1日：高屋信號所改稱為高屋信號場。
  - 5月22日：羽前大山 - 三瀬之間 (10.2 km)* 通車，新設三瀬站*。
  - 6月30日：象潟 - 羽後本莊間 (25.5 km)* 通車，新設金浦*、羽後平澤*、西目*、羽後本莊*四個站。
  - 10月16日：羽後本莊 - 羽後岩谷之間 (7.1 km)* 通車，新設羽後岩谷站*。
- 1923年（大正12年）
  - 3月18日：三瀬 - 溫海之間 (13.4 km)* 通車，新設五十川*、溫海*兩站。
  - 11月23日：溫海 - 鼠關之間 (8.8 km)* 通車，新設鼠關站*。

### 陸羽西線
- 1924年]]（大正13年）4月20日：羽後龜田 - 羽後岩谷之間* ，通車時與羽越北線連接，陸羽西線縮短為新庄 - 余目之間，秋田 - 鼠關之間改稱羽越線。
- 1952年（昭和27年）2月15日：高屋信號場升格為高屋站。
- 1959年（昭和34年）
  - 5月15日：新設南野站。
  - 12月1日：開行準急列車「最上」，行駛於仙台・米澤 - 新庄 - 酒田之間。
- 1960年（昭和35年）11月1日：開行準急列車「月山」，行駛於仙台 - 山形 - 新庄 - 酒田之間。
- 1963年（昭和38年）10月1日：開行急行列車「出羽」，行駛於上野 - 新庄 - 酒田之間。
- 1966年（昭和41年）
  - 3月5日：準急「最上」、「月山」升格為急行列車。
  - 9月1日：新設羽前前波站。
- 1982年（昭和57年）11月15日：急行列車「出羽」廢止。
- 1986年（昭和61年）11月1日：急行列車「最上」廢止。
- 1987年（昭和62年）4月1日：伴隨著國鐵分割民營化，路線由東日本旅客鐵道繼承，全線廢止貨物列車。
- 1991年（平成3年）2月28日：路線CTC化完成[2]。
- 1992年（平成4年）7月1日：急行列車「月山」降格為快速列車。
- 1999年（平成11年）12月4日：公開募集路線暱稱，最終取名為「奧之細道最上川線」。
- 2002年（平成14年）6月3日：伴隨著天皇、皇后訪問山形（參加日本植樹祭），乘坐以「1號御料車（皇室用客車）」為編成的皇家列車，由新庄經由陸羽西線開往酒田（單程）。並使用DD51 842來牽引[3]（預備機為DD51 895）。
2007年（平成19年）7月，導入E655系電車的皇室專用車輛以取代1號御料車，2008年（平成20年）11月12日，初次運行的E655系以皇室專用車輛行駛於常磐線，1號御料車編組實際上在上述2002年成為最後使用的一次。
- 2011年（平成23年）
  - 3月11日：發生東北地方太平洋近海地震導致全線不通。4月1日運行再開。
  - 4月7日：發生東北地方太平洋近海地震餘震再度全線不通。4月9日運行再開。
- 2018年（平成30年）8月5日：豪雨造成路線設備損壞，全線不通[4]。新庄 - 古口之間8月14日[5]、清川 - 余目之間8月20日[6]、古口 - 清川之間10月8日[7]，分別運行再開。
- 2022年（令和4年）5月14日：因應連接新庄 - 酒田的「高屋道路」中「高屋隧道（暫稱）」的建設工程，從當天開始到2024年中全線暫停營運，並且實施接駁巴士[8][9]。

## 車站列表
為方便起見，此處記載過半數列車直通至羽越本線酒田站的路段。
- 停靠站
  - 普通…停靠所有車站
  - 快速「最上川」…●：停靠站，▼：只限下行列車（往酒田）停靠，｜：通過
- 軌道 … ◇、∨、｜：單線（∨、◇：可進行列車交會），∧：此起往下為複線、∥：複線（羽越本線內）
- 所有車站都位於山形縣內

| 路線名稱 | 中文站名 | 日文站名 | 英文站名 | 站間營業距離 | 累計營業距離 | 快速最上川                            | 接續路線                                                              | 軌道   | 所在地          |
| -------- | -------- | -------- | -------- | ------------ | ------------ | ------------------------------------- | --------------------------------------------------------------------- | ------ | --------------- |
| 陸羽西線 | 新       |          |          | -            | 0.0          | ●                                     | 東日本旅客鐵道： 山形新幹線、■奧羽本線（山形方面為山形線）、■陸羽東線 | ∨      | 新庄市          |
| 陸羽西線 | 升形     |          |          | 7.5          | 7.5          | ▼                                     |                                                                       | ｜     | 新庄市          |
| 陸羽西線 | 羽前前波 |          |          | 3.1          | 10.6         | ▼                                     |                                                                       | ｜     | 新庄市          |
| 陸羽西線 | 津谷     |          |          | 2.3          | 12.9         | ▼                                     |                                                                       | ｜     | 最上郡 戶澤村   |
| 陸羽西線 | 古口     |          |          | 4.1          | 17.0         | ●                                     |                                                                       | ◇      | 最上郡 戶澤村   |
| 陸羽西線 | 高屋     |          |          | 7.8          | 24.8         | ｜                                    |                                                                       | ｜     | 最上郡 戶澤村   |
| 陸羽西線 | 清川     |          |          | 6.3          | 31.1         | ｜                                    |                                                                       | ｜     | 東田川郡 庄內町 |
| 陸羽西線 | 狩川     |          |          | 3.8          | 34.9         | ●                                     |                                                                       | ｜     | 東田川郡 庄內町 |
| 陸羽西線 | 南野     |          |          | 4.0          | 38.9         | ｜                                    |                                                                       | ｜     | 東田川郡 庄內町 |
| 陸羽西線 | 余目     |          |          | 4.1          | 43.0         | ●                                     | 東日本旅客鐵道：■羽越本線（村上方向）                                 | ∧      | 東田川郡 庄內町 |
| 羽越本線 | 余目     |          |          | 4.1          | 43.0         | ●                                     | 東日本旅客鐵道：■羽越本線（村上方向）                                 | ∧      | 東田川郡 庄內町 |
| 北餘目   |          |          | 2.7      | 45.7         | ｜           |                                       | ∥                                                                     |        | 東田川郡 庄內町 |
| 砂越     |          |          | 3.0      | 48.7         | ｜           |                                       | ∥                                                                     | 酒田市 |                 |
| 東酒田   |          |          | 3.3      | 52.0         | ｜           |                                       | ∥                                                                     | 酒田市 |                 |
| 酒田     |          |          | 3.2      | 55.2         | ●            | 東日本旅客鐵道：■羽越本線（秋田方向） | ∥                                                                     | 酒田市 |                 |

## 脚注
1. ↑  『停車場変遷大事典 国鉄・JR編』JTB 1998年
2. ↑  . . ジェー・アール・アール. 1991-08-01: 192. ISBN 4-88283-112-0.
3. ↑  . RAIL FAN (鉄道友の会). 2002年9月, 49 (9): 22.
4. ↑  . 山形新聞. 2018-08-08  [2018-08-17]. （原始内容存档于2018-08-08）.
5. ↑  . 山形新聞. 2018-08-15  [2018-08-17]. （原始内容存档于2018-08-16）.
6. ↑   (PDF). 東日本旅客鉄道仙台支社. 2018-08-17  [2018-08-21]. （原始内容 (PDF)存档于2018-08-17）.
7. ↑  . 産経ニュース. 2018-10-07  [2018-10-07]. （原始内容存档于2018-10-07）.
8. ↑   (PDF) (新闻稿). 東日本旅客鉄道仙台支社／新潟支社. 2022-02-22  [2022-05-15]. （原始内容 (PDF)存档于2022-05-01） （日语）.
9. ↑  . 山形新聞. 2022-05-15  [2022-05-17]. （原始内容存档于2022-05-17）.

- 今尾恵介（監修）.  2 東北. 新潮社. 2008. ISBN 978-4-10-790020-3.

## 關連項目
- 陸羽東線